# Kamienica przy ulicy Floriana Straszewskiego 27 w Krakowie
Kamienica przy ulicy Floriana Straszewskiego 27 – zabytkowa kamienica znajdująca się w Krakowie, w dzielnicy I przy ul. Floriana Straszewskiego 27, na rogu z ul. Jabłonowskich 1, na Nowym Świecie.
Kamienica została wzniesiona w 1897 roku według projektu architekta Józefa Pakiesa.
5 sierpnia 1994 budynek został wpisany do rejestru zabytków. Znajduje się także w gminnej ewidencji zabytków.